# Детскосельский район
Детскосельский район — административно-территориальная единица в составе Ленинградской области, существовавшая с 1927 по 1930 годы.
Административный центр — город Детское Село.
Площадь территории — 1710 км². Население — 75 735 человек (в 1926 году).

## Образование района
Детскосельский район образован 1 августа 1927 года одновременно с образованием Ленинградской области. В состав района были включены следующие административные единицы:
а) из Троцкого уезда Ленинградской губернии:
- Детскосельская волость — полностью (16 сельсоветов);
- из Лисинской волости — 7 сельсоветов;
- из Красносельской волости — Виттоловский и Талликовский сельсоветы;
- из Глебовской волости — Порожский и Слудицкий сельсоветы;

б) из Новгородского уезда Новгородской губернии:
- Дубовикский сельсовет Тёсовской волости[2].

Первоначально Детскосельский район был включён в состав Ленинградского округа. После ликвидации округов (постановление ЦИК и СНК СССР от 23 июля 1930 года) район был подчинён непосредственно областным органам.

## Административное деление
Первоначально район был разделён на 29 сельсоветов:
- Анноловский
- Большекузьминский
- Большепулковский
- Васильевский
- Введенский
- Виттоловский
- Войскоровский
- Вырицкий
- Гуммолосаровский
- Дубовикский
- Ёглинский
- Каменский
- Машинский
- Менделево-Коккелевский
- Минский
- Московско-Славянский
- Перелесинский
- Песковский
- Погинский
- Подгорно-Пулковский
- Покровский
- Порожский
- Редкокузьминский
- Слудицкий
- Сусанинский
- Талликовский
- Тярлевский
- Фёдоровский
- Шушарский

## Население
В районе проживали 75 735 человек, в том числе в сельской местности — 39 997 чел., из них:
- русские — 21 630 чел.
- финны — 17 116 чел.
- эстонцы — 243 чел.[3]

## Упразднение района
Район был упразднён Постановлением Президиума ВЦИК от 10 октября 1930 года. Территория района была распределена следующим образом:
- в состав одновременно образованного Ленинградского Пригородного района включены Большекузьминский, Большепулковский, Виттоловский, Гуммолосаровский, Московско-Славянский, Перелесинский, Песковский, Редкокузьминский, Талликовский, Тярлевский, Шушарский сельсоветы;
- в состав одновременно образованного Тосненского района включены Войскоровский, Дубовицкий, Каменский, Машинский, Погинский, Фёдоровский сельсоветы;
- в состав Красногвардейского района — Антропшинский, Вырицкий, Менделево-Коккелевский, Минский, Покровский, Порожский, Слудицкий, Сусанинский сельсоветы.

В настоящее время территория бывшего Детскосельского района частью входит в состав Санкт-Петербурга, частью — в состав Гатчинского и Тосненского районов.